# ドルード
ドルード (ラテン文字:Dorud, Dorood、ペルシア語: دورود)はイラン・ロレスターン州にある都市である。2012年の人口は107,967人である。都市名のドルードは「2つの川の合流地点」を意味する。（ドが2を、ルードが川を意味する）ロレスターン州では州都ホッラマーバード、ボルージェルドに次いで3番目に人口の多い都市である。

## 概要
ロレスターン州東部、ザーグロス山脈の山中にあり、海抜は1466mと高地に属する。首都テヘランからは南西に約350km、州都ホッラマーバードからは北東に約50kmの地点にある。年間平均気温は14度、年間降水量は562mmである。
2006年3月にはドルード付近でマグニチュード6の地震が発生、70人以上の死者及び1264人の負傷者が発生し、15,000世帯が被害を受けた。